# Gottardo Segantini
Gottardo Guido Segantini (* 25. Mai 1882 in Pusiano; † 16. Juni 1974 in Maloja; heimatberechtigt in Samedan) war ein Schweizer Maler, Radierer, Grafiker und Kunstschriftsteller.

## Leben und Werk
Gottardo Segantini wuchs als Sohn des Giovanni Segantini und der Luigia Bugatti, genannt Bice, die ersten vier Jahre in Pusiano auf, dann zog die Familie nach Savognin. Gottardos Geschwister waren der spätere Bildhauer und Maler Mario Segantini (1885–1916) und die 1886 geborene spätere Schriftstellerin Bianca. Alle drei Kinder wurden 1902 in Samedan eingebürgert.
Als sein Vater 1899 starb, ging Segantini an die ETH Zürich, um sich dem Ingenieurstudium zu widmen. Als er in Zürich Hans Eduard von Berlepsch-Valendas kennen lernte, entschied er sich für die Malerlaufbahn und erlernte bei Hermann Gattiker das Radieren. Anschliessend zog Segantini nach Maloja, wo er das Atelier seines Vaters nutzte. 1907 heiratete er die Darmstädterin Charlotte Poertner (1852–1912).
Segantini wurde durch seine Landschaftsbilder, Radierungen und Schriften bekannt. Während seines Lebens lebte und arbeitete er in Maloja, Rom, Zürich und Deutschland. Seine letzte Ruhestätte fand er auf dem Friedhof von Maloja.

## Publikationen
- Giovanni Segantini. In: Die Schweiz. 13. Jg., 1909, S. 201–208.
- Giovanni Segantini. Mit 16 mehrfarbigen und 48 einfarbigen Tafeln und 99 Bildern im Text. Rascher, Zürich 1949.
- Das Bergell und die Bergeller. In: Heimatschutz. 22. Jg., Nr. 4, Juni 1927, doi:10.5169/seals-172273#108, S. 50–58.

## Literatur

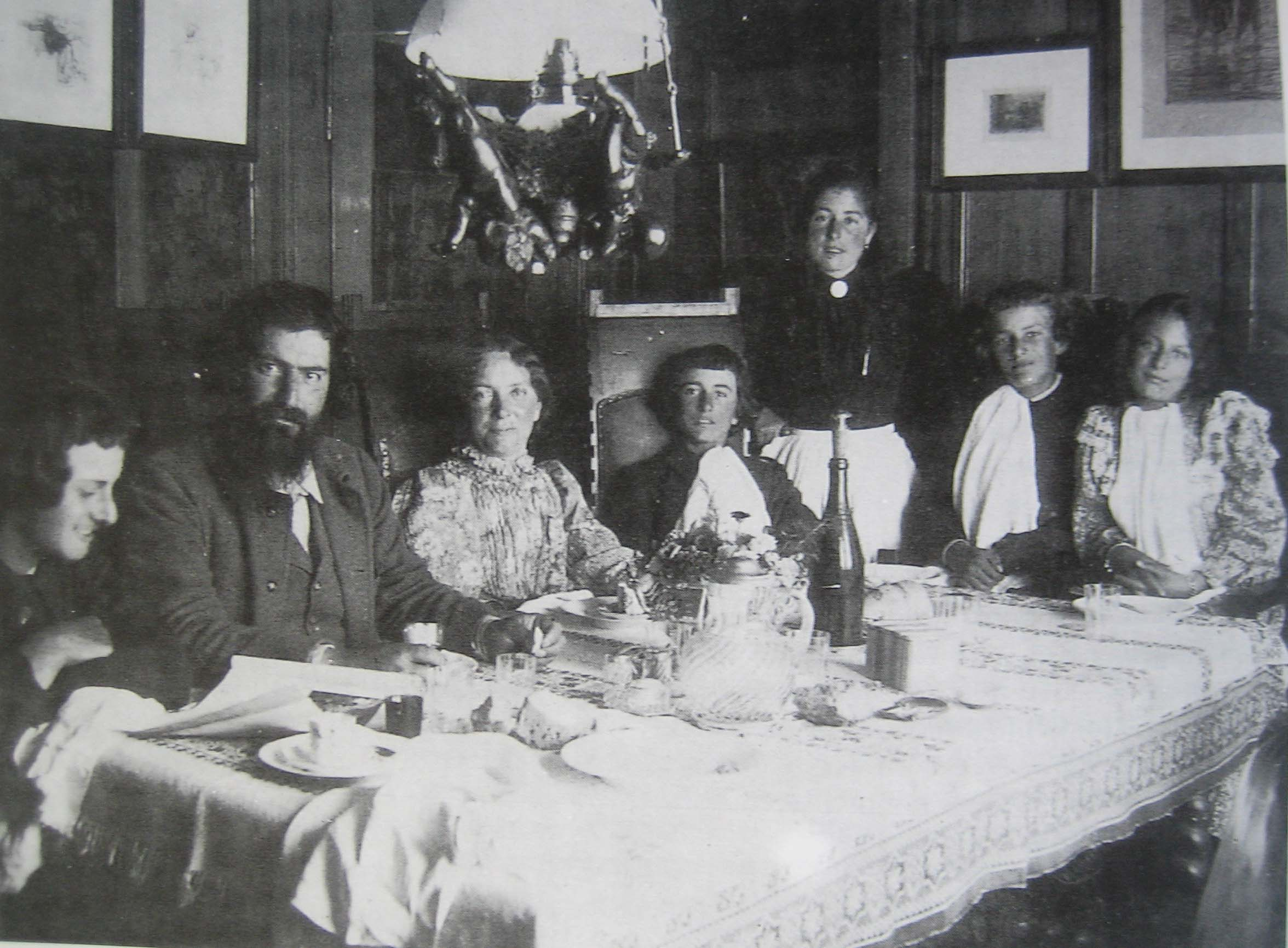
Familie Segantini
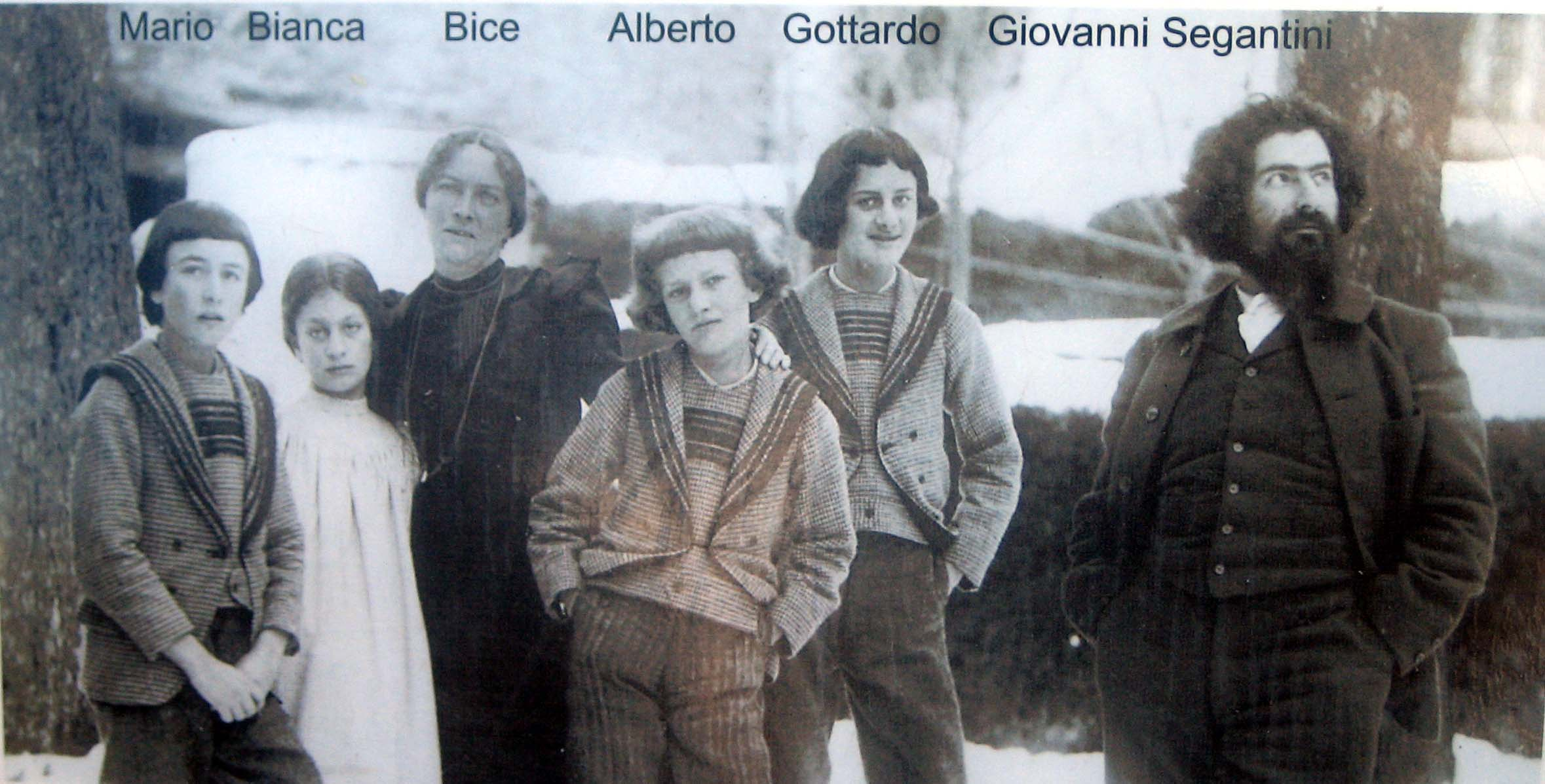
Familie Segantini, 1895
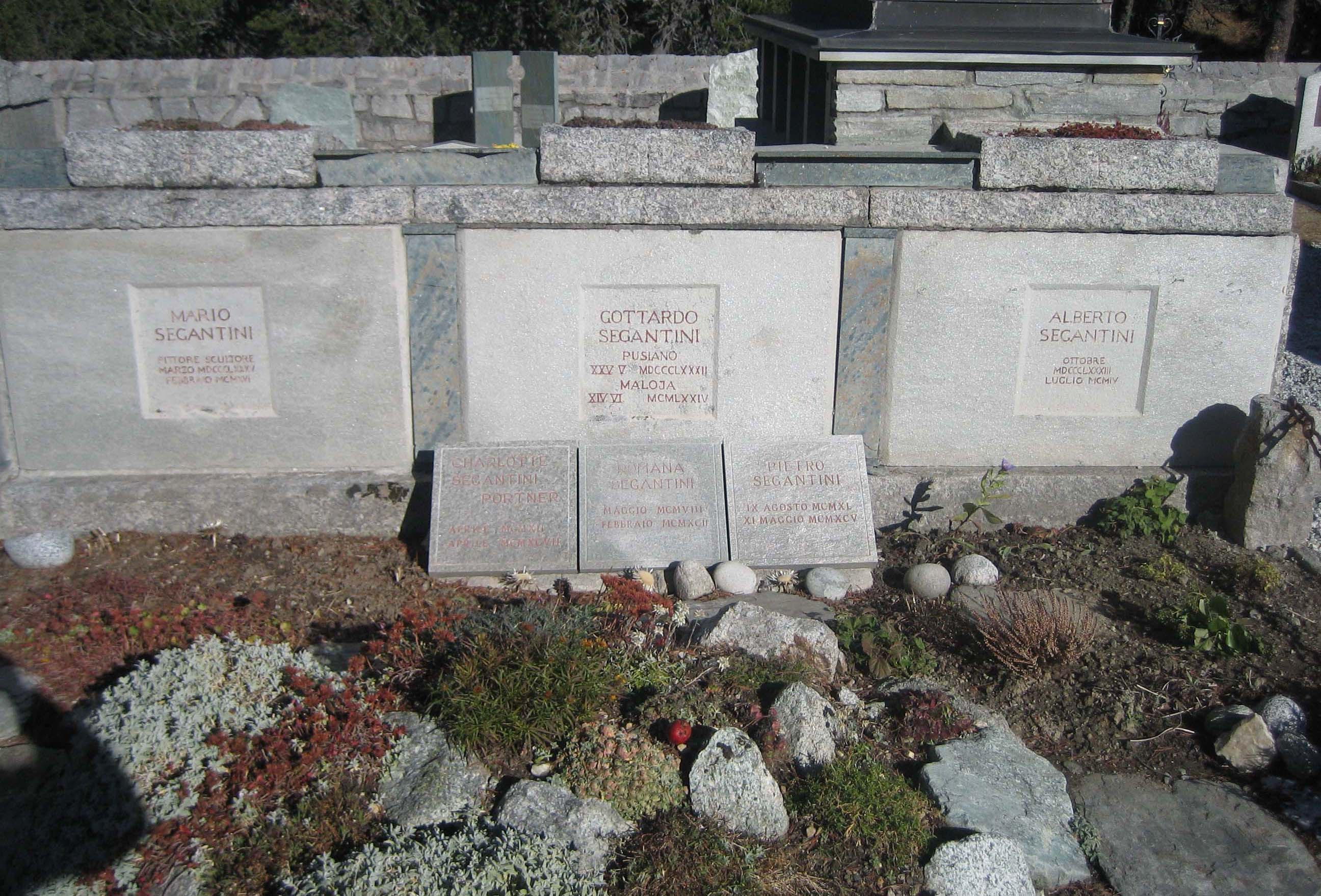
Familiengrab in Maloja